# Merulaxis
Merulaxis is een geslacht van zangvogels uit de familie tapaculo's (Rhinocryptidae).

## Soorten
Het geslacht kent de volgende soorten:
- Merulaxis ater – Borsteltapaculo
- Merulaxis stresemanni – Stresemanns tapaculo